# GGアリン
GG アリン（GG Allin、1956年8月29日 - 1993年6月28日）はアメリカ合衆国のパンク・ロック歌手。音楽情報サイトの権威であるオールミュージックは、彼をして「ロック史上もっとも見事な変質者」と評している。

## 概要
ステージ上での排泄、ガラスやビール瓶で自分を切り刻む自傷行為、観客に向かって罵りと糞便と暴力を撒き散らすという、過激なパフォーマンスが有名で、「HATED IN THE NATION（国中の嫌われ者）」という逆手に取ったアルバム名が示すとおり、現在でも｢下劣なミュージシャン｣の代表格として語られる。その一方で彼の作り出したパンク・ロックは非常に攻撃的でソリッドであるとして音楽性を高く評価されており、｢アリンこそが真のパンクロッカー｣とするファンも多い。また後述するように、多数の才能あるミュージシャンが彼のサポートをしていたのも大きな特色である。音楽性は幅広く、ニューヨーク・ドールズを敬愛し、残された大量のレコーディング・マテリアルの中には、パンク・ロックに留まらず、カントリー・ミュージックやローリング・ストーンズ影響下（ニューヨーク・ドールズもストーンズの影響を受けている）のロックも含まれている。

## 来歴

### 少年時代
ニューハンプシャー州ランカスターの Weeks' Memorial Hospital で、出生名ジーザス・クライスト・アリン (Jesus Christ Allin) として誕生した。彼がこのような名前を与えられた理由は、当時32歳だった彼の父親、Merle Allin, Sr.（宗教的で反社会的な人物だった）の下に天使が訪れて、新しく生まれた彼の息子が将来救世主のような偉大な人物になることを告げたからだという。'GG' というニックネームは、彼が子供の頃、彼の兄であるMerle Allin, Jr. が Jesus という単語を正確に発音できなくて、いつも 'Jeje' と呼んでいたことから来ている。一家は水も電気もないログキャビンで暮らしていた。アリンの父親は暗くなってからの会話を一切禁じていたが、情緒不安定で肉体的虐待が行われることもあったという。ただし、GG 自身はこのことを自分の奇行の理由だと考えていなかったらしい。
アリンが学校に通い始めてからすぐ、彼の母親は彼の正式な名前をケビン・マイケル・アリン (Kevin Michael Allin) に変更した（1962年3月2日、彼の出生証明書による）。母Arleta は彼の生名をこの時点まで受け入れていた。しかし夫の精神状態が悪化したことにより、彼女はアリンが普通の、嘲りの対象にならない少年時代を過ごせるように彼の名前を変えた。
GG は中学生の時に環境不適応とみなされたため、特別教育のクラスに置かれ、1年後に戻された。彼は反抗のため、ドラァグ・クイーンの格好をして学校にやってきた事で知られていた。子供時代を振り返り、GG はドラッグの販売や盗み、不法侵入などやりたい事は何でもやったこと（もちろんバンド活動も含めて）、当時は誰もが自分達のことを嫌っていたと語っている。

### 活動初期
レコーディングを始めたばかりの頃は、彼がドラムを演奏する事もあった。高校の頃から彼は過激な演出を好んでいた。初期のギグの内、あるギグ（高校のダンス・パーティー）では室内のデコレーションをめちゃめちゃにして、喝采を受けた。また、あるギグでは暴動さえ起こった。1977年には Malpractice というバンドで、彼は2つの曲を作った。また、1981年には Stripsearch というバンドのシングルGalileo / Jesus Over New York でドラムをプレイしている。
彼が初めてフロントマンを務めたのは The Jabbers (1977-1984) だった。The Jabbers はアリンがドラム、ボーカルをやっている曲をいくつも録音している。この頃、アリンはデビューアルバムAlways Was, Is, And Always Shall Be（1980年）を発表する。
この頃のアリンはニューヨーク・ドールズの影響を感じることもできる、スタンダードなパンク・ロック・フロントマンだった。黒いマニキュアを施し、長髪にバンダナを巻くなど、後のいでたちとは大きく異なっている。サウンドも非常にポップな要素が多く含まれており、再評価の対象ともなっている。だが、歌詞は後のものと大して変わらない世界であり、またのた打ち回るように歌っており、後の展開をうかがわせる要素もある。
一時期は業界のベテランen:Genya Ravan（en:Dead Waters のプロデューサー）がマネージメントを務めた事もあったが、徐々にアリンは手が付けられなく、癖が悪く、また妥協をしないようになっていき、The Jabbers 内での緊張が高まり出した。The Jabbers は活動を停止し、メンバーはばらばらになった。アリンの薬物乱用もこの頃に始まった。
1980年代の初めから終わりまで、アリンは様々なバンドでフロントマンを務めた。この時期の作品としては、1982年の en:The Cedar Street Sluts や en:The Scumfucs、1985年の en:The Texas Nazis の初期のアルバムがある。しかし、アリンはアンダーグラウンドのパンクシーンに留まり、アメリカ東海岸のパンク・シーンでも名の知れた存在とはなっていなかった。1986年3月13日にはアリンと Tracy Deneault の間に娘が生まれる。その子供 Nicoann Deneault についての情報はほとんどない（しかし、葬儀の時、GG の左手に収められた小さな写真はおそらく Nicoann のものだろう）。彼女が生まれた後すぐに、アリンと Deneault は離婚した。アリンはニューハンプシャーのキャビンに入り、彼の最初のマスターピースだと考えられている、悪名高いアルバム Eat My Fuc に着手する。当初、このアルバムは彼の他のアルバムのように広くから賞賛されたわけではなかった。
アリンの最初のヒットは、en:Reachout International Records (ROIR) のHated In The Nation のリリースによってもたらされた。当時はカセットのみのリリースで、The Jabbers、The Scumfucs、Ceder Street Sluts の当時廃盤だった過去音源から、いくつかの曲を収録したものだった。そのテープには新規のレコーディング（スタジオとライブの両方）も収録されていて、 en:Maximum Rock'n'Roll のコラムニストで、アリンの初期のパトロンだったen:Mykel Board によるオールスター・バンドがバックについていた。バンドにはダイナソーJr の J・マスシス がリードギター、en:Bongwater のメンバーでプロデューサーでもあった en:Mark Kramer がベースとして参加していた。

### 活動中期
1980年代の半ばから後期の頃は、アリンはヘロインとアルコールの中毒で、手に入る薬物は大抵何でも使っていた。格好はみすぼらしく、体を洗うことも稀だった。また、この頃には、アリンはライブの前に緩下剤を飲み、排泄をするのがステージ・パフォーマンスの一つになっていた。アリンは自分の事を「最後の、本物のロックンローラー」と表現していた。この言葉はすなわち、ロックン・ロールは初めの頃、脅威、反権威、反逆の体現だったのが、企業とビジネスの関心事にすっかり成り変わってしまった事を言っている。アリンの音楽とパフォーマンスは、したがってロックン・ロールのルーツへの回帰を意味している。
アリンはそのライフスタイルの類似性より、自分の事を有名なカントリー歌手、ハンク・ウィリアムズに近い存在だと考えていた。二人は共に、一匹狼のアウトサイダーで、ドラッグの常習者で、持つものがほとんど無く（もしあるとしてもわずかで）、また二人とも国中を休むことなく旅していた。EP The Troubled Troubador に一部収録されている、GG アリンのアコースティック・ナンバーはウィリアムズに強く影響を受けている。彼はアメリカにおける代表的なカントリー・シンガーであるハンク・ウィリアムズ・ジュニアとデヴィッド・アラン・コーのFamily Tradition とLonghaired Redneck を、それぞれScumfuc Tradition、Outlaw Scumfuc というタイトルでカバーしている。
この間、アリンは Bulge（ボストンの3ピース・ハードコア・バンドで、アルバムFreaks, Faggots, Drunks and Junkies では Psycho の名前でクレジットされている）、The Aids Brigade（7インチEP Expose Yourself To Kids で有名）、The Holymen (You Give Love A Bad Name) とのコラボレートをしている。また、アリンはスポークン・ワードを始める。この様子を記録したビデオも、入手困難なものの存在する。この時期にアリンは、New Rose Records よりリリースされたアルバムMurder Junkies を　ANTiSEEN と共にレコーディングする。このアルバムには10曲の暴力的なパンク・ナンバーと10個の狂暴なスポークン・ワードのトラックが収録されている。Freaks, Faggots, Drunks and Junkies を除いて、アリンはこのアルバムが、自分のペルソナと人生哲学を表しながら、最もきちんとレコーディングされたアルバムだと考えていた。Awareness Records よりリリースされたアルバムWar In My Head - I'm Your Enemy が Shrinkwrap よりリリースされたのもこの時期である。このアルバムは独特で、スポークン・ワードのコラージュに Shrinkwrap が演奏をのせた、45分に及ぶワン・トラックのみで構成されている。
80年代後半の一時期、ダイナソーJr.のJ・マスシスがリードギタリストとしてバックバンドに参加していた時期もあった。Jはこのことについて触れられるのが嫌なようで、後年、アリンとの活動についてインタビューを受けると「不快な経験だった」「あいつがクラブからつまみ出されて、僕たちは家に帰っていた」と言葉少なに証言している。
定職に就くことを考えていなかったアリンは、レコードを売ることで生計を立てていた。また、不法侵入や強盗のような犯罪行為も行っていたと話している。アリンはまた、シリアルキラーに心酔してもいた。彼はジョン・ウェイン・ゲーシーについての事を書き、獄中のゲーシーを何度も訪ねていた。ゲーシーはアリンの肖像を描いている。
この時期のアリンのパフォーマンスは、ライブ会場と音響機器に、しばしば結果として深刻な被害を与えるようなものになっており、ショウは警察やライブハウスのオーナーにより、数曲しかやらずに中断されるようになっていた。アリンは何度も暴行や公然猥褻罪によって告訴された。彼の絶え間ないツアーは逮捕や、骨折、敗血症やその他の外傷による長期入院により、必ず中止された。
アリンのパフォーマンスにおけるもう1つの特徴は、度々あった自殺予告だった。1988年にアリンは、1989年のハロウィンにステージ上で自殺するつもりでだという声明を、マキシマム・ロックン・ロール誌に寄稿している。彼はしかし、その時は刑務所の中にいた。彼はその後も、毎年自殺予告を続けたが、ハロウィンの日には彼は必ず獄中にいた。アリンはまた、自殺はその人が絶頂にある時にだけやるべきだ、なぜなら、そうすれば（最も弱い時でなく）最も力のある時にあの世に行く事ができるからだ、というような発言もしている。
1980年代の後期から1990年代初め頃には、アリンの服役は長期に及ぶようになっていた。特に長かったのは、1989年12月22日から1991年3月26日までのものだった。獄中で彼は、自分自身と、彼の言うところの「使命」への力を取り戻し、GG Allin Manifesto (1990) に取り掛かる。その間に、アリンの悪名はますます広まっていき、Geraldo、The Jerry Springer Show、The Jane Whitney Show への出演を果たす。
この時期の終わりには、アリンの容姿がおなじみのものになる。彼は髪を剃り、ジンギス・カンのように真ん中の口ひげを除き、髭を赤く染め、体中の毛を剃った。さらに、彼は体のあちらこちらに、下手糞で安物の、自家製タトゥーを加えてゆき、暴力的なステージ・パフォーマンスによって体中が傷だらけになっていた。

### 活動末期
1991年から彼が死ぬ1993年には、アリンはアンダーグラウンドのスターダムを勝ち得ていた。ほとんどが半時間のセットだったにもかかわらず、1回のギグで1000ドルが支払われるようになっていた。この時期はアリンのキャリアの中でも、最も暴力に満ちあふれていた。また、この頃に元ラモーンズのソングライターでベーシストだった、ディー・ディー・ラモーンがThe Murder Junkiesに一週間、リズムギターとして参加していた（この時のリハーサルの様子も映像に収められている）。
テキサス州でパフォーマンス後に、アリンが逮捕された事により、1992年のツアーは延期になる。アリンはニューヨークへ行き、ドキュメンタリー映画Hated: GG Allin And The Murder Junkies を撮影し、コンサートに戻る一年前に、執行猶予から逃げていたため、刑期の残りを過ごすべくミシガン州に送還される。刑期を終えた後、彼はインタビューでもうステージ上で自殺をするつもりがないことを話している。その理由として、彼は刑務所の中にいる間に、自分が生きている事がロックンロールにとって良いことであり、また彼の敵や批評家にとって、脅威であり続けられる事に気付いたからだと言う。そういった批判者達は、どの道彼に死んでもらいたがっていた。
この時期のアリンの音楽性は最も激しいものだと考えられている。最も有名なバックグループ The Murder Junkies と共に、彼はキャリアの中で、最も野心的でプロフェッショナルな作品をリリースしている。1991年から1993年まで多くのツアーの様子が、録音され購入できるようになっている。この時期には、アリンはまた、ハンク・ウィリアムズ・ジュニアに捧げられた、唯一のカントリーアルバムをリリースしている。

### 死

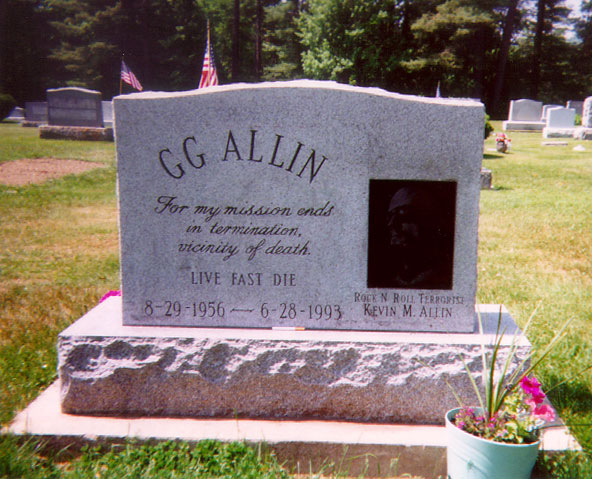
GGアリンの墓

1993年6月28日、ケヴィン・GG・アリンはヘロインのオーバードースによって不慮の死を遂げた。場所はマンハッタン29番街Bにある、ニューヨークの友人の家だった。当時彼は36歳だった。彼の最後のライブは、死の直前に行われた。ニューヨークにある The Gas Station と呼ばれる小さなライブハウスで、HatedのDVD版にその様子が収録されている。そのショウでは、アリンは数曲をやった後、ライブハウスをめちゃくちゃにして、血と糞尿を被り、囲んでくるファンを抱きかかえながら、ニューヨークのストリートを丸裸で歩いていた。あるケーブルテレビ局が企画したFreakiest Concert Moments（もっとも奇怪なコンサートランキング）で、アリンの最後のライブが4位にランクインしたこともある。
アリンが地獄絵図と化したライブハウスを抜け出して友人のアパートに到着した後、ヘロインを打ち、パーティーが終わってもヘロインを打っていた。次の日の朝になって、アリンが昨日居たのと同じ所で、動かないまま横になっているのを周りの者が見、何かがおかしい事に気付きはじめた。彼等は救急車を呼び、そこで彼は既に死んでいることがわかった。奇しくも、アリンの敬愛の対象であったニューヨーク・ドールズのジョニー・サンダースと同じ死に様となった。
葬式では、彼のむくんで色の失せた死体には、黒のレザージャケットと、トレードマークだったジョックストラップが着せられた。柩の中には、自作のアコースティック・カントリー・バラード When I Die のなかで歌っていた通り、 ジム・ビーム のボトルが彼の隣に入れられた。彼の兄は、葬儀屋が、強烈な糞尿の臭いがする死体を洗ったり、化粧をしたりしないように要求した。葬式は大騒ぎになった。友人達は死体と一緒にポーズをとり、ドラッグやウィスキーを口の中に入れ、ペニスの写真を撮る為に、ジョックストラップを引き摺り下ろしたりもした。葬式が終わる時、彼の兄はヘッドフォンをアリンの耳に付けた。ヘッドフォンは、The Suicide Sessions が入ったポータブル・カセットプレイヤーに繋げられた。葬式のビデオは広く流通していて、Hated の DVD と、ブートレグVHS のいくつかに収録されている。
アリンは死ぬ前に、スポークンワードのアルバムと、はっきりしないがヨーロッパ・ツアーも予定していた。追悼ライブでは、アリンの死体から取り出された脳がステージに飾られた。
GGアリンは1993年7月3日に、ニューハンプシャー州リトルトンの Saint Rose Cemetery に埋葬された。親睦会が毎年開催されファンが訪れている。
ドキュメンタリー映画Hated: GG Allin And The Murder Junkies は、2008年1月12日より邦題「全身ハードコア　GGアリン」として、シアターN渋谷にて「ザ・クランプス　精神病院ライブ」と2本立てで上映されることが決まった。